# Walk Away (singel Franz Ferdinand)
Walk Away – singel zespołu Franz Ferdinand, promujący płytę You Could Have It So Much Better. Wydany 5 grudnia 2005 roku.

## Lista utworów
Wszystkie utwory napisane przez Alexa Kapranosa i Nicka McCarthy’ego.
- 7"

1. „Walk Away” – 3:36
2. „The Fallen” (wersja akustyczna)

- CD

1. „Walk Away” – 3:36
2. „Sexy Boy” (cover Air) – 3:40

- DVD

1. „Walk Away” (teledysk)
2. „Walk Away” (tworzenie teledysku)
3. „This Boy” (na żywo w Edynburgu)